# Rjukanfossen
Rjukanfossen is een waterval van circa 104 meter in het westelijke deel van de Westfjord vallei bij Tinn in de Noorse provincie Telemark.
De waterval ligt ten westen van Rjukan. De waterval maakt deel uit van de rivier Måne. In 1905 werd er bij de Rjukanfossen een elektriciteitscentrale gebouwd om elektriciteit te produceren voor de salpeterproductie voor Norsk Hydro.